# Argentina i olympiska sommarspelen 1920
Argentina deltog med en deltagare vid de olympiska sommarspelen 1920 i Antwerpen. Landets deltagare erövrade ingen medalj.